# Доннер, Ричард
Ричард Доннер (англ. Richard Donner) (настоящее имя Ричард Доналд Шварцберг, англ. Richard Donald Schwartzberg; 24 апреля 1930 — 5 июля 2021) — американский кинорежиссёр и продюсер, среди работ которого были одни из самых финансово успешных фильмов 1970-х и 1980-х годов. Его карьера длилась более 50 лет, пересекая множество жанров и направлений кинематографа.
Доннер начал свою режиссёрскую карьеру на телевидении, снимая эпизоды для таких сериалов как «Агенты А.Н.К.Л.», «Беглец» и «Сумеречная зона». В большом кино он дебютировал с военной драмой «X-15» (1961), но настоящим прорывом для него стал фильм «Омен» (1976) с Грегори Пеком и Ли Ремик в главных ролях. Следом он закрепил успех одним из важнейших фильмов о супергероях «Супермен» (1978) с Кристофером Ривом в роли Супермена. Позже Доннер снял такие фильмы, как «Балбесы» (1985) и «Новая рождественская сказка» (1988), а также вдохнул новую жизнь в жанр бадди-муви, сняв серию фильмов «Смертельное оружие».
Он вместе с женой, продюсером Лорен Шулер Доннер, владел продюсерской компанией The Donners' Company (ранее Donner/Shuler Donner Productions), наиболее известной производством кинофраншиз «Освободите Вилли» и «Люди Икс». В 2000 году на премии «Сатурн» он получил Президентскую награду. Историк кино Майкл Барсон писал, что Доннер был «одним из самых надёжных создателей голливудских блокбастеров».

## Биография

### Ранние годы и работа в рекламе
Ричард Дональд Шварцберг родился в Бронксе. Его отец владел небольшим мебельным бизнесом. У Ричарда была сестра Джоан. Его дедушка владел кинотеатром в Бруклине, что оказало раннее влияние на его восприятие кино. Примерно в пятнадцать лет Ричард устроился помощником в Нью-Йоркскую театральную труппу Providence Town Players, которой руководил шекспировский актёр Реджинальд Гудинг. Первое время Ричард помогал на парковке, а первая пьеса в которой ему досталась роль имела название «Горчица» (англ. Mustard) или «Яблочное пюре» (англ. Applesauce). После окончания средней школы Доннер служил в военно-морском флоте США, став аэрофотосъемщиком. Он недолго учился в Нью-Йоркском университете, но оставил учёбу, чтобы продолжить актёрскую карьеру, переехав в Лос-Анджелес.
Позже он получил небольшую роль в телевизионной программе режиссёром которой был Мартин Ритт, он же оценив актёрские способности Доннера, предложил ему попробовать себя в качестве режиссёра. Когда у режиссёра документалиста Джорджа Блейка случился сердечный приступ, ему понадобился помощник и Доннер устроился к нему ассистентом. В течение пяти лет Доннер научился настраивать оборудование, снимать и заниматься монтажом. Первый рекламный ролик который Доннер снял сам, был для компании выпускающей сигареты Camel, в ролике снимался генерал Клэр Ли Шеннолт, после этого Доннер понял, что хочет стать режиссёром. Блейк умер от сердечного приступа в возрасте тридцати восьми лет, Доннер всё еще работал в его компании режиссёром, но не знал что ему делать дальше. И в этот момент Мартин Рансохов, владелец компании Filmways пригласил Ричарда Доннера приехать в Калифорнию и снимать рекламные ролики для его компании. Позже Доннер заключил контракт со студией Desilu, где также снимал рекламные ролики. Среди роликов которые снимал Доннер была реклама «Шоу Люси».

### Работа режиссёром на телевидении
Как-то раз к главе коммерческого отдела Фее Савичу, где работал Ричард Доннер, зашел продюсер Эдди Адамсон и предложил Доннеру работу режиссёра над сериалом «Разыскивается живым или мёртвым» со Стивом Маккуином в главной роли. Это был тот шанс которого ждал Доннер и он согласился. Сам режиссёр спустя годы вспоминал о встрече с актёром так:
Мистер Адамсон пригласил меня на встречу со Стивом Маккуином. Мы со Стивом поприветствовали друг друга как друзья, и он спросил, чем я занимаюсь. «Ну, я режиссёр вашего следующего шоу», - сказал я ему. И наступила такая смертельная тишина. А потом он сказал, что это здорово. Я ушёл, но он показался мне немного холодным. Мистер Адамсон сказал мне, чтобы я не волновался, что Стив был таким.
Оригинальный текст (англ.)So Mr. Adamson took me over to meet Steve McQueen. Steve and I greeted each other as friends and he asked what I was doing there. “Well, I’m the director of your next show,” I told him. And there was this kind of deathly silence. And then he told me that was great. I walked away but I thought he seemed a little cold. Mr. Adamson told me not to worry, that Steve was like that.
— 
После возвращения домой Адамсон позвонил Доннеру и сказал, что Маккуин против кандидатуры Ричарда в качестве режиссёра. Первое время Маккуин всегда высказывался против любых предложений Доннера и постоянно спорил с ним на съёмках, но в итоге всё удалось уладить и Доннер в итоге снял 6 эпизодов сериала. С этого момента началась его карьера на телевидении.
В начале своей карьеры он снял около ста эпизодов к нескольким десяткам сериалов, включая такие как: «Банана-Сплитс» «Остров Гиллигана», «Перри Мейсон», «ФБР», «Напряги извилины» и «Сумеречная зона», для которой он снял один из самых известных эпизодов сериала «Кошмар на высоте 20 тысяч футов».

### Полнометражные фильмы
Продюсер фильма «X-15» видел как Доннер снимал экшен сцены в сериалах со Стивом Маккуином и Лореттой Янг. Он связался с Доннером и предложил ему место второго режиссёра, который должен отвечать за сцены воздушных сражений. Доннер ознакомился со сценарием и согласился, но перед самым началом съёмок основной режиссёр выбыл из проекта и Доннер согласился его заменить. Фильм вышел в 1961 году и рассказывал о исследовательской программе ракетного самолета X-15, летчиках-испытателях, которые летали на нём, и о сообществе НАСА, которое поддерживало эту программу. На следующий же день после премьеры фильма Доннер вернулся снимать для телевидения.
На съёмках сериала «Дикий, дикий запад» Ричард Доннер познакомился с Сэмми Дэвисом и Питером Лоуфордом, которые предложили Доннеру снять фильм «Соль и перец». Съёмки проходившие в Англии доставили режиссёру некоторые неудобства, из-за того, что два главных актёра по совместительству являющиеся продюсерами фильма слабо слушались Доннера, а у него не было нужного опыта в больших фильмах, для того что бы контролировать актёров. В итоге версия смонтированная Доннером не устроила Дэвиса и Лоуфорда, и досъёмками фильма занимался Джерри Льюис, а Доннер опять вернулся на телевидение. Фильм вышел на экраны в 1968 году и имел значительный успех.
Спустя несколько лет Чарльз Бронсон позвонил Ричарду Доннеру и рассказал, что в Лондоне ему предложили сыграть тридцативосьмилетнего писателя, который встречает шестнадцатилетнюю девушку, влюбляется в неё, женится, привозит её в США, а потом всё идёт наперекосяк и он подумал, что чувство юмора Доннера подойдет для этого фильма. Фильм назывался «Лола». Доннеру понравился сценарий, он согласился, а после съёмок фильма опять вернулся на телевидение потому, что считал что его место именно там. В 1975 году он снял два фильма для телевидения «Тень на улицах» и «Сара Т. — портрет юной алкоголички».

### Первый успех в Голливуде (1976—1980)

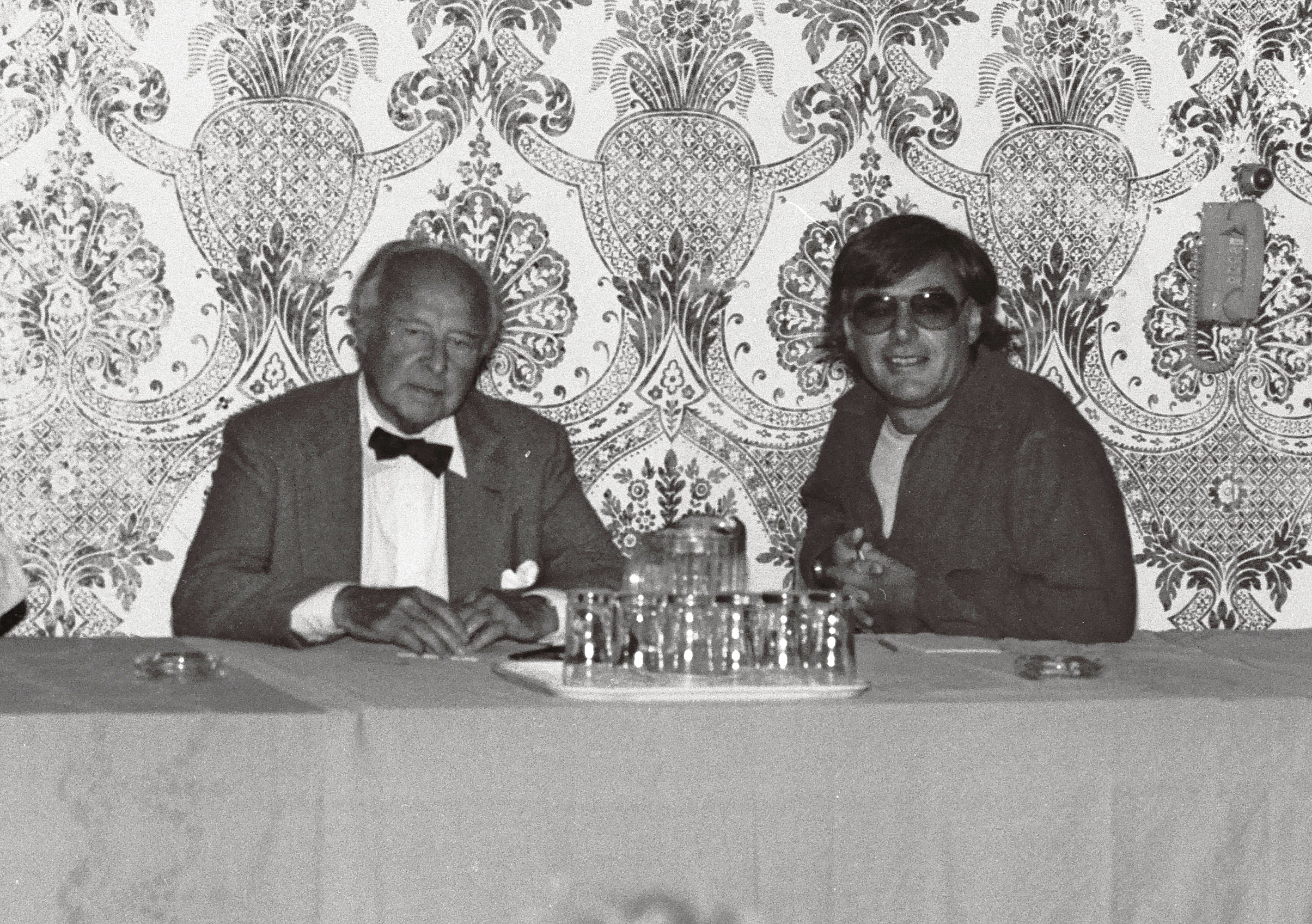
Джон Хаусман и Ричард Доннер на съезде Национального кинообщества в мае 1979 года.

Доннеру позвонил агент Эд Розен и предложил прочитать сценарий под названием «Антихрист» (англ. The Anti-Christ), от которого отказались все студии. На тот момент сценарий рассматривала студия Warner Bros., но через несколько дней и они хотели от него отказаться. Розен же считал этот сценарий очень хорошим. Доннера сценарий сильно впечатлил. Спустя какое-то время он показал сценарий главе компании 20th Century Fox Алану Лэдду младшему, ему сценарий тоже понравился. Поначалу он беспокоился, что фильм будет очень жестоким, но было решено акцентировать основное внимание не на ужасах, а на персонажах, «которые стали жертвами обстоятельств», а фильм снимать ближе к жанру триллера и уделять внимание саспенсу. В итоге студия 20th Century Fox купила сценарий. Изначально продюсеры сопротивлялись кандидатуре Доннера на посту режиссёра фильма, но благодаря Лэдду конфликт был улажен. В дальнейшем сценарий сменил название на «Знамение» (в России фильм известен под названием «Омен»). К актёрскому составу присоединились Грегори Пек и Ли Ремик. Всего на съёмки фильма было потрачено 2,2 млн долларов, в прокате же фильм собрал 60 млн., что сразу сделало Доннера одним из самых успешных режиссёров Голливуда. После такого успеха он уже не хотел возвращаться обратно на телевидение.
Спустя некоторое время с Ричардом Доннером связался продюсер Александр Залкинд и предложил стать режиссёром фильма «Супермен». Выбор продюсера пал на Доннера после того как из проекта выбыл другой режиссёр, Залкинд сразу предложил за работу 1 млн долларов. После прочтения сценария Доннер хотел отказаться от работы, сценарий занимал около 500 страниц, что было очень много для одного фильма и местами он был не так хорош. Но после разговора с Залкиндом было решено снимать сразу два фильма последовательно, причём Залкинд разрешил Доннеру нанять сценариста и исправить сценарий. Картина вышла в 1978 году с Кристофером Ривом в главной роли. Фильм стал мировым хитом, благодаря которому Рив получил международную известность. Только в прокате внутри страны фильм собрал 134 миллиона долларов. Одновременно со съёмками первого фильма сразу же снимали и сцены для второго. Доннер снял большую часть «Супермена 2» с расчётом на то, что он завершит работу над сиквелом после выхода «Супермена». Несмотря на успех первого фильма Доннер был уволен со съёмок продолжения. На протяжении съемок «Супермена» и «Супермена 2» у Доннера были сложные отношения с исполнительными продюсерами Александром и Ильёй Залкиндами и продюсером Пьером Спенглером. Залкинды отказались от требования Доннера уволить Спенглера; вместо этого Залкинды заменили Доннера в качестве режиссера «Супермена 2» на Ричарда Лестера, который работал с Залкиндами над фильмами «Три мушкетёра» (1973) и «Четыре мушкетёра» (1974), а также в качестве некредитованного продюсера «Супермена». После увольнения Доннера сцены с Марлоном Брандо были удалены из «Супермена 2», а большая часть фильма переснята под руководством Лестера. Джин Хэкмен отказался вернуться для повторных съемок, поэтому все сцены с Лексом Лютором, которого он играл, показанные в фильме «Супермен 2», были сняты Доннером, хотя Доннер отказался от упоминания в титрах. На странице фильма на сайте Rotten Tomatoes говорится, что «„Супермен 2“ соответствует, если не превосходит, стандарты, установленные его предшественником». «Супермен 2: Версия Ричарда Доннера» был выпущен 28 ноября 2006 года, в тот же день, когда на DVD вышел фильм «Супермен возвращается». Эта версия фильма включает в себя сцены с Марлоном Брандо в роли Джор-Эла и использует минимальное количество сцен, снятых Ричардом Лестером.
После выхода на экраны фильма «Омен» литературный агент подарил Доннеру книгу под названием «Скрытые пассы» (англ. Inside Moves). Режиссёр заинтересовался историей, но не знал, как её можно перенести на экран. Потом он занялся работой над «Суперменом» и только к 1980 году смог продолжить работу над адаптацией книги. Адаптировать роман смогли два сценариста — Валери Кёртин и Барри Левинсон, Доннер был в восторге от их сценария, но студии боялись браться за экранизацию мрачной истории о войне во Вьетнаме. Тогда режиссёр показал сценарий своим знакомым продюсерам Бобу Гудвину и Марку Танцу, им удалось найти деньги на фильмы и на главную роль был приглашен Джон Сэвидж. Фильм вышел на экраны в 1980 году и провалился в прокате, но потом неплохо продавался на домашних носителях, а сам Ричард Доннер говорил, что этот фильм для него является «одним из самых великих и дорогих сердцу фильмов».

### Дальнейшая работа в Голливуде (1981—1989)
В 1981 году Ричард Доннер выступил исполнительным продюсером фильма «Омен 3: Последняя битва», который должен был завершить трилогию фильмов об антихристе. Следующим фильмом над которым начал работу Ричард Доннер был «Леди-ястреб» (1985), сценарий режиссёру прислала продюсер Лорен Шулер. Изначально режиссёр даже отказывался читать сценарий, но Шулер была очень настойчивой и во время перелёта во Флориду Доннер прочитал сценарий и он растрогал его до слёз. Но производственные аспекты работы над фильмом были очень затруднительными. В итоге пока искали место для съёмок «Леди-ястреба» Доннер успел выпустить фильм «Игрушка» в 1982 году. За то время, что он работал над «Леди-ястребом» ему приходилось много общаться с Шулер и в итоге у них завязалась крепкая дружба. Позже Шулер и Доннер поженились. Фильм вышел в первой половине 1985 года и провалился в прокате.
Крис Коламбус написал сценарий, который попал в руки Стивену Спилбергу, который в итоге и предложил Доннеру снять по нему фильм. Это была приключенческая комедия о том как дети ищут пиратское сокровище, фильм получил название «Балбесы». После работы над фильмом Доннер говорил, это «было лучшее время в моей жизни, или одно из лучших». Съёмки прошли легко и непринуждённо, фильм вышел на экраны в 1985 году и вошел в десятку самых кассовых фильмов года.
В 1986 году Доннеру предложили срежиссировать подростковый фильм о вампирах, сценарий для которого был вдохновлен прошлой работой режиссёра «Балбесы». Доннер изначально заинтересовавшийся проектом, не смог снимать этот фильм так как занялся подготовками к съёмкам «Смертельного оружия», в итоге режиссёром был назначен Джоэл Шумахер, сценарий переписали под более взрослую аудиторию, главных героев сделали более старшего возраста. Доннер остался исполнительным продюсером фильма.
Следующим блокбастером Доннера стала комедия «Смертельное оружие» (1987) по сценарию Шейна Блэка. В нём Мел Гибсон сыграл детектива отдела по борьбе с наркотиками с суицидальными наклонностями, «который нарушает все правила ради веселья». А Дэнни Гловер сыграл спокойного детектива убойного отдела, мечтающего уйти на пенсию. Экшен-сцены фильма были «действительно впечатляющими» и сделали фильм одним из главных хитов года. Доннер снял шесть фильмов с Мелом Гибсоном в главной роли, создав франшизу «Смертельное оружие» с тремя сиквелами; последний из которых вышел в 1998 году. В интервью 2000 года Гибсон описал свои впечатления от работы с Доннером:
Он отличный парень, просто потрясающий. Исключительный профессионал. Он старый ветеран и имеет представление о кино, которое является кульминацией многолетнего опыта. У него есть свои технические знания, своё видение. Он действительно любит то, что делает, любит работать с актёрами, и он позволяет вам свободно исследовать всевозможные области. „Хорошо, парень“, - скажет он, хлопнет тебя по спине и позволит попробовать что-то, что даже он иногда не знает. Он просто очень обаятельный, талантливый, отличный парень. Я люблю его.
Оригинальный текст (англ.)He's a great guy, just terrific. Extremely professional. He's an old veteran and has an understanding of film that is the culmination of years of experience. He's got his technical stuff down, his vision down. He really loves what he's doing, loves working with actors, and he allows you freedom to explore all kinds of areas. "All right, kid," he'll say, and slap you on the back and let you try something, because even he doesn't know sometimes. He's just an extremely charming, talented, great fuckin' guy. I love him.
— 
В 1988 году вышел фильм «Новая рождественская сказка» с Биллом Мюрреем в главной роли. Фильм собрал приличную кассу в прокате и получил номинацию на «Оскар» за «Лучший грим». В интервью 1989 года Мюррей сказал: «Мы сняли большой, длинный, небрежный фильм», описав, как много отснятого материала не вошло в окончательный вариант фильма. Также он рассказывал о постоянных конфликтах с Доннером во время съёмок. Со своей стороны, сценарист Майкл О'Донохью позже сказал, что Доннер не понимал комедии, опуская более тонкие элементы сценария ради более громких и быстрых моментов. По его оценкам, только 40 % первоначального сценария, написанного им и Митчем Глейзером, вошло в окончательный вариант фильма, а оставшееся содержание было «искажено».

### Работа в Голливуде и продюсерская деятельность (1990—1999)
Следующим фильмом стала драма «Стремящийся ввысь» (1992), это была очень серьезная картина о домашнем насилии, с детьми в главных ролях. Сценарий, написанный Дэвидом Микки Эвансом, получил известность в Голливуде, и студии Warner Bros. и Columbia Pictures буквально боролись за него в ноябре 1989 года. В итоге Columbia заплатила Эвансу за сценарий 1,25 миллиона долларов. По условиям сделки Эванс также должен был стать и режиссёром фильма. 18 июня 1990 года начались съёмки фильма под руководством Эванса. За 10 дней съёмок было потрачено 5 миллионов долларов, и руководство посчитало целесообразным свернуть съёмки. Майкл Дуглас, чья компания Stonebridge Entertainment занималась фильмом, принял решение заменить режиссёра на Ричарда Доннера. В октябре 1990 года съёмки продолжились уже под руководством Доннера. По просьбе Доннера Эванс еще раз переписал сценарий, чтобы уравновесить фэнтезийные элементы с эпизодами жестокой реальности. Фильм вышел в прокат в 1992 году и получил смешанные отзывы критиков, а на сайте Rotten Tomatoes имел рейтинг одобрения 35 %, основанный на отзывах 40 критиков.
Фильм «Смертельное оружие 3» снимался с октября 1991 по январь 1992 года.

### Люди Икс
Доннер стал исполнительным продюсером фильма «Люди Икс» (2000) по комиксам Marvel, а затем исполнительным продюсером фильма «Люди Икс: Начало. Росомаха» (2009). Кроме того, жена Доннера продюсировала все фильмы серии «Люди Икс» под брендом Donners' Company.
16 октября 2008 года Доннер и Лорен Шулер Доннер на двойной церемонии получили звезды на Голливудской «Аллее славы» за достижения в киноискусстве, их звёзды находятся по адресу 6712 Hollywood Boulevard.

### Смерть
5 июля 2021 года на 92-м году жизни режиссёр скончался по естественным причинам в своём доме в Западном Голливуде.

## Комиксы
Одним из помощников Доннера в конце 1990-х годов был писатель комиксов Джефф Джонс. В октябре 2006 года Доннер, Джонс и художник Адам Куберт стали новой творческой командой Action Comics, самого почитаемого издания издательства и одного из двух основных изданий DC Comics о Супермене. Вместе Джонс и Доннер работали над рассказами «Последний сын» (англ. Last Son) и «Побег из мира Бизарро» (англ. Escape from Bizarro World), оба из которых были выпущены в виде сборника. Доннер и Джонс также написали в соавторстве историю для тысячного номера Action Comics, выпущенного в апреле 2018 года.

## Книга
10 ноября 2010 года вышла биография Ричарда Доннера, за авторством Джеймса Кристи под названием «You’re the Director… You Figure It Out: The Life and Films of Richard Donner», книгу выпустило издательство BearManor Media. Предисловие к изданию написал Мел Гибсон. Журнал Script описал книгу как «привлекательный портрет сердечного (хотя иногда и грубоватого) человека, которого по праву можно считать современным эквивалентом Виктора Флеминга и Майкла Кёртиса — очень талантливого, профессионального режиссёра кинофильмов, который преуспел в студийной системе и сделал несколько довольно хороших картин в придачу». Гильдия режиссёров Америки назвала книгу «убедительным исследованием энергичного, смелого любителя риска, который был режиссёром ещё до того, как узнал об этом», которая «умело отражает радость Доннера от выполнения работы, которую он любит».

## Оценка творчества
По словам кинокритика Роберта Эмери Ричард Доннер всегда с упорством добивается поставленной цели, «что делает его одним из самых популярных и успешных режиссёров». «Сегодня большинство режиссёров делают раскадровку… У Доннера всё в голове, поэтому он может буквально собрать сцену в единое целое, визуально, в деталях. Чтобы развить этот навык, нужны годы, годы и годы. Он буквально создаёт фильм в своём воображении», — вспоминал Сильвестр Сталлоне о работе с режиссёром.

## Награды
| Год  | Ассоциация                                          | Категория                                                                       | Работа                                       | Результат |
| ---- | --------------------------------------------------- | ------------------------------------------------------------------------------- | -------------------------------------------- | --------- |
| 1979 | Сатурн                                              | Лучшая режиссура                                                                | Супермен                                     | Номинация |
| 1979 | World Science Fiction Society                       | Лучшая постановка                                                               | Супермен                                     | Победа    |
| 1986 | World Science Fiction Society                       | Лучшая постановка                                                               | Леди-ястреб                                  | Номинация |
| 1993 | National Cable Television Association               | Лучший драматический сериал                                                     | Байки из склепа                              | Номинация |
| 1994 | National Cable Television Association               | Лучший драматический сериал                                                     | Байки из склепа                              | Номинация |
| 1995 | National Cable Television Association               | Лучший драматический сериал                                                     | Байки из склепа                              | Номинация |
| 1997 | Национальная академия телевизионных искусств и наук | Выдающееся игровое шоу                                                          | Секреты Хранителя склепа. Дом с привидениями | Номинация |
| 2000 | Сатурн                                              | Президентская награда                                                           | N/A                                          | Победа    |
| 2000 | Hollywood Film Awards                               | Выдающиеся достижения в режиссуре                                               | N/A                                          | Победа    |
| 2002 | Кинофестиваль Director’s View                       | Премия Джозефа Л. Манкевича за выдающиеся достижения в области кинопроизводства | N/A                                          | Победа    |
| 2006 | Международная Академия Прессы                       | Nikola Tesla Satellite Award                                                    | N/A                                          | Победа    |
| 2007 | Американское общество специалистов по кастингу      | Премия за карьерные достижения                                                  | N/A                                          | Победа    |
| 2008 | Кинофестиваль в Охай                                | Награда за заслуги в жизни                                                      | N/A                                          | Победа    |
| 2009 | Американская ассоциация монтажёров                  | Golden Eddie Filmmaker of the Year Award                                        | N/A                                          | Победа    |

## Фильмография

### Фильмы
| Год  | Название                              | Режиссёр | Продюсер | Исполнительный продюсер | Примечания                                                                          |
| ---- | ------------------------------------- | -------- | -------- | ----------------------- | ----------------------------------------------------------------------------------- |
| 1961 | X-15                                  | Да       |          |                         |                                                                                     |
| 1968 | Соль и перец                          | Да       |          |                         |                                                                                     |
| 1969 | Лола                                  | Да       |          |                         |                                                                                     |
| 1975 | Тень на улицах                        | Да       | Да       |                         | Для телевидения                                                                     |
| 1975 | Сара Т. — портрет юной алкоголички    | Да       |          |                         | Для телевидения                                                                     |
| 1976 | Омен                                  | Да       |          |                         |                                                                                     |
| 1978 | Супермен                              | Да       |          |                         | Премия «Хьюго» за лучшую постановку Номинация — Премия «Сатурн» за лучшую режиссуру |
| 1980 | Супермен 2                            | Да       |          |                         | Театральная версия; в титрах не указан                                              |
| 1980 | Скрытые пасы                          | Да       |          |                         |                                                                                     |
| 1981 | Омен 3: Последняя битва               |          |          | Да                      |                                                                                     |
| 1982 | Игрушка                               | Да       |          |                         |                                                                                     |
| 1985 | Леди-ястреб                           | Да       | Да       |                         | Номинация — Премия «Хьюго» за лучшую постановку                                     |
| 1985 | Балбесы                               | Да       | Да       |                         |                                                                                     |
| 1987 | Смертельное оружие                    | Да       | Да       |                         |                                                                                     |
| 1987 | Пропащие ребята                       |          |          | Да                      |                                                                                     |
| 1988 | Новая рождественская сказка           | Да       | Да       |                         |                                                                                     |
| 1989 | Смертельное оружие 2                  | Да       | Да       |                         |                                                                                     |
| 1989 | В бреду                               |          |          | Да                      |                                                                                     |
| 1992 | Истории о сильных людях               | Да       | Да       |                         | Для телевидения                                                                     |
| 1992 | Стремящийся ввысь                     | Да       |          |                         |                                                                                     |
| 1992 | Смертельное оружие 3                  | Да       | Да       |                         |                                                                                     |
| 1993 | Освободите Вилли                      |          |          | Да                      |                                                                                     |
| 1994 | Мэверик                               | Да       | Да       |                         |                                                                                     |
| 1995 | Наёмные убийцы                        | Да       | Да       |                         |                                                                                     |
| 1995 | Освободите Вилли 2: Новое приключение |          |          | Да                      |                                                                                     |
| 1995 | Байки из склепа: Демон ночи           |          |          | Да                      |                                                                                     |
| 1995 | Омен                                  |          |          | Да                      | Для телевидения                                                                     |
| 1995 | Странный мир                          |          |          | Да                      | Для телевидения                                                                     |
| 1996 | Байки из склепа: Кровавый бордель     |          |          | Да                      |                                                                                     |
| 1997 | Контрольный выстрел                   |          | Да       |                         |                                                                                     |
| 1997 | Теория заговора                       | Да       | Да       |                         |                                                                                     |
| 1997 | Освободите Вилли 3: Спасение          |          |          | Да                      |                                                                                     |
| 1998 | Смертельное оружие 4                  | Да       | Да       |                         |                                                                                     |
| 1999 | Люди мафии                            |          | Да       |                         |                                                                                     |
| 1999 | Каждое воскресенье                    |          |          | Да                      |                                                                                     |
| 2000 | Люди Икс                              |          |          | Да                      |                                                                                     |
| 2002 | Мэттью Блэкхарт: сокрушитель монстров |          | Да       |                         | Для телевидения                                                                     |
| 2002 | Ритуал                                |          | Да       |                         |                                                                                     |
| 2003 | В ловушке времени                     | Да       | Да       |                         |                                                                                     |
| 2006 | 16 кварталов                          | Да       |          |                         |                                                                                     |
| 2006 | Супермен 2: Версия Ричарда Доннера    | Да       |          |                         | Режиссёрская версия                                                                 |
| 2009 | Люди Икс: Начало. Росомаха            |          |          | Да                      |                                                                                     |
| 2012 | Чёрные и белые в цвете                |          |          | Да                      |                                                                                     |

### Сериалы
| Год       | Название                                     | Оригинальное название                      | Примечания |
| --------- | -------------------------------------------- | ------------------------------------------ | --- |
| 1957      | Люди Аннаполиса                              | Men of Annapolis                           | Написал сценарий 4х эпизодов (единственная работа сценаристом в карьере)                                                       |
| 1960      | Театр Зейна Грея                             | Dick Powell’s Zane Grey Theatre            | 1 эпизод |
| 1960      | Дюпон-шоу с Джун Элиссон                     | The DuPont Show with June Allyson          | |
| 1960—1961 | Разыскивается живым или мёртвым              | Wanted Dead or Alive                       | 6 эпизодов |
| 1961      | Письмо к Лоретте                             | Letter to Loretta                          | 5 эпизодов |
| 1961      | Шоссе 66                                     | Route 66                                   | 1 эпизод |
| 1961      | Высокий мужчина                              | The Tall Man                               | 2 эпизода |
| 1961      | Караван повозок                              | Wagon Train                                | 1 эпизод |
| 1961—1962 | Есть оружие — будут путешествия              | Have Gun — Will Travel                     | 5 эпизодов |
| 1962      | Детективы                                    | The Detectives                             | 1 эпизод |
| 1962      | Стрелок                                      | The Rifleman                               | 7 эпизодов |
| 1962—1963 | Сэм Бенедикт                                 | Sam Benedict                               | 6 эпизодов |
| 1963      | Одиннадцатый час                             | The Eleventh Hour                          | 2 эпизода |
| 1963      | В бою                                        | Combat!                                    | 1 эпизод |
| 1963      | Медсёстры                                    | The Nurses                                 | 1 эпизод |
| 1963—1964 | Лейтенант                                    | The Lieutenant                             | 2 эпизода |
| 1963—1964 | Сумеречная зона                              | The Twilight Zone                          | 6 эпизодов |
| 1963—1964 | Мистер Новак                                 | Mr. Novak                                  | 7 эпизодов |
| 1964      | Путешествие Джейме МакФитерза                | The Travels of Jaimie McPheeters           | 1 эпизод |
| 1964      | Агенты А.Н.К.Л.                              | The Man from U.N.C.L.E.                    | 4 эпизода |
| 1964—1965 | Остров Гиллигана                             | Gilligan’s Island                          | 3 эпизода |
| 1964—1965 | Перри Мейсон                                 | Perry Mason                                | 3 эпизода |
| 1965      | Вертикальный взлёт                           | Twelve O’Clock High                        | 4 эпизода |
| 1965      | Напряги извилины                             | Get Smart                                  | 2 эпизода |
| 1966      | ФБР                                          | The F.B.I.                                 | 1 эпизод |
| 1966      | Беглец                                       | The Fugitive                               | 2 эпизода |
| 1966      | Сейчас самое время                           | It’s About Time                            | 1 эпизод |
| 1966      | Иерихон                                      | Jericho                                    | 1 эпизод |
| 1966      | Дикий, дикий запад                           | The Wild Wild West                         | 3 эпизода |
| 1966      | Отделение тяжких преступлений                | The Felony Squad                           | 3 эпизода |
| 1968—1969 | Час приключений Банана Сплитс                | The Banana Splits Adventure Hour           | 6 эпизодов |
| 1971      | Стажёры                                      | The Interns                                | 1 эпизод |
| 1971      | Сержант                                      | Sarge                                      | 1 эпизод |
| 1971      | Смельчаки                                    | Bearcats!                                  | 2 эпизода |
| 1971—1972 | Страна Кейда                                 | Cade’s County                              | 3 эпизода |
| 1971—1973 | Кеннон                                       | Cannon                                     | 4 эпизода |
| 1972      | Шестое чувство                               | The Sixth Sense                            | 1 эпизод |
| 1972      | Истории привидений                           | Ghost Story                                | 1 эпизод |
| 1972      | Баньон                                       | Banyon                                     | 1 эпизод |
| 1972      | Железная сторона                             | Ironside                                   | 1 эпизод |
| 1972      | Смелые: Новые доктора                        | The Bold Ones: The New Doctors             | 3 эпизода |
| 1973—1974 | Коджак                                       | Kojak                                      | 3 эпизода |
| 1974      | Улицы Сан-Франциско                          | The Streets of San Francisco               | 2 эпизода |
| 1974      | Сыновья и дочери                             | Sons and Daughters                         | 3 эпизода |
| 1974      | Лукас Таннер                                 | Lucas Tanner                               | 1 эпизод |
| 1974      | Петрочелли                                   | Petrocelli                                 | 1 эпизод |
| 1975      | Бронк                                        | Bronk                                      | 2 эпизода |
| 1989—1992 | Байки из склепа                              | Tales from the Crypt                       | 3 эпизода Также являлся исполнительный продюсером сериала Номинация — CableACE Award в категории «Лучший драматический сериал» |
| 1993—1994 | Байки Хранителя склепа                       | Tales from the Cryptkeeper                 | Исполнительный продюсер |
| 1996—1997 | Секреты Хранителя склепа. Дом с привидениями | Secrets of the Cryptkeeper’s Haunted House | Исполнительный продюсер |
| 1997      | Причуды науки                                | Perversions of Science                     | Исполнительный продюсер |

### Журналы
- Spelling, Ian. Bill Murray ain't afraid of no ghosts! (англ.) // Starlog : журнал. — Starlog Group, Inc, 1989. — March. — P. 75.